# 멕과 셀론
《멕과 셀론》(メグとセロン 메구토 셀론[*])은 시구사와 케이이치가 앨리슨, 리리아와 트레이즈에 이어서 쓴 라이트 노벨이다. 표지 그림과 삽화는 다른 시구사와 작품처럼 쿠로보시 코하쿠가 맡았다. 리리아와 트레이즈 주인공 리리아의 친구인 메구와 신캐릭터 셀론을 주인공으로 한 이야기이며, 리리아와 트레이즈 시리즈와 같은 시기에 진행된다.
2008년 3월 신간으로 첫 권인 '3305년의 여름방학 <상>'이 발매되었으며, 이에 앞서 전격문고 MAGAZINE에 단편이 수록되었다.

## 등장 인물
슈트라우스키 멕미카 (일본어: シュトラウスキー・メグミカ)
이 이야기의 여주인공. 리리아와 트레이즈 주인공인 리리아의 친구로 스 베 이르 출신이나 부친의 사업상 로크셰로 이민을 왔다. (앨리슨 (소설)#세계관 참고) 스 베 이르 사람이기 때문에 앞의 '슈트라우스키'가 성이며, '메구'는 리리아같이 아주 친해진 친구들이 부르는 애칭이다. 다른 동료들보다 한 살 많은 16세 (1권의 시점) 이나 편입의 문제로 리리아 등과 같은 제4상급학교 3학년에 재학 중이다. 합창부에 소속되어 있으며 합창부가 연극부의 공연에 참가하게 되어 여름방학에 학교에 오게 된다.
합창부에서 가장 가창력이 좋지만, 아직 로크셰어에 완전히 숙달되지 못하여 발음을 어려워하고 높임말만을 사용한다. 성격이 얌전한 데다 언어의 컴플렉스까지 겹쳐 낯가림을 한다. 작가의 후기에 의하면 애초부터 파생작에 주인공으로 기용하기 위해 설정된 캐릭터.
셀론 맥스웰 (일본어: セロン・マクスウェル)
이 이야기의 남주인공. 15세로 상급학교 3학년. 모친이 이름난 냉동식품회사를 경영하는 부호의 아들로 네 살 아래의 여동생 리이나와 세 가족을 이루고 있으며, 집이 상급학교 학생 중에서도 가장 멀기 때문에 기숙사에서 살고 있다. 여학생들에게 인기가 많지만 메구에게 반해 버려 다른 여학생들의 구애에는 무관심하며, 정작 메구 앞에서는 말 한마디 제대로 못하는 성격. 다독가이며 학교 성적은 최상급이고, 냉철한 사고력으로 인해 이야기를 주도하는 역할을 맡는다.
리리아와 트레이즈에서는 5권 초입에 이름만이 언급된다.
래리 헵번 (일본어: ラリー・ヘップバーン)
15세의 상급학교 3학년 남학생으로 셀론과는 상급학교 입학 이래 가장 친한 친구이다. 전통 있는 군인 가문의 막내아들로서 자신도 장교를 지망하고 있으며, 셀론과 대조적으로 활달한 성격이다. 연애 관계로 고전하는 셀론을 지원해 주고 있다. 연극부의 부장과 안면이 있어 여름방학 중 연극부 활동에 참가하게 되었으며, 여기에 셀론을 끼어들였다.
나탈리아 스타인벡 (일본어: ナタリア・スタインベック)
15세의 상급학교 3학년 여학생으로 애칭은 '나샤' 혹은 '나타'. 부모가 유명한 음악인으로 자신도 바이올린과 같은 악기에 능하지만 음악을 지망하지는 않는다. 큰 키에 '남자 이상으로' 활달한 성격의 소유자로, 어릴 적에 래리와 친하게 지낸 적이 있으며, 어릴 적에는 소심했던 래리를 놀릴 정도. 오케스트라부에 소속되어 있으나 성격이 맞지 않는 등의 이유로 부장과는 아옹다옹하는 사이. 메구와 마찬가지로 연극부에 협연하는 오케스트라부의 일원으로서 여름방학 중에 학교에 나온다.
제니 존스 (일본어: ジェニー・ジョーンズ)
15세의 상급학교 3학년 여학생이며 자칭 신문부 부장. 원래 정식으로 신문부를 설립했으나 제니가 조작사진이나 괴담같은 것만을 써낸 탓에, 오래지 않아 부원들이 모두 떠나 신문부 자체가 사라지는 꼴이 되었다. 그 뒤에도 (역시나 대부호의 딸답게) 자기 부담으로 멋대로 취재 활동을 하고 있지만, 워낙 과거의 전력이 심한 탓에 학교에서 거의 신뢰를 받지 못한다. 첫 편의 사건의 발단은 제니가 가져온 사진에서 시작된다.
인상과는 맞지 않지만 실제로는 머리가 좋아서, 학업 성적은 최상위권이고, 단 한 학기의 수강만으로 상당한 수준의 베젤어를 사용할 수 있다.
니콜라스 브라우닝 (일본어: ニコラス・ブラウニング)
15세의 상급학교 3학년 남학생이지만 중성적인 외모 때문에 옷을 보기 전에는 여자로 착각하기 쉽다. 셀론과는 승마 수업을 같이 수강하여 얼굴을 알고 있는 정도의 사이였다. 셀론 이상으로 여학생들에게 인기가 있지만, 역시 자신은 별 반응을 보이지 않는다. 연극부에는 객원 연기자로 참가한다.
하인츠 하트넷 (일본어: ハインツ・ハ―トネット)
20대 중반의 남자로 방학중 학교 건물의 수리를 맡은 업자로 소개된다. 그러나 인상이 험하며, 래리와 다툼이 났을 때 쉽게 제압할 정도의 완력을 갖고 있다.
마크 머독 (일본어: マーク・マードック)
메구와 셀론 등이 다니는 학교의 국어교사로 50대의 남성. 과거 전쟁이 있던 시기에는 군인이었다.

## 출판 목록
- 지음: 시구사와 게이이치
- 그림: 구로보시 고하쿠
- 옮김: 김진수

1. 3305년의 여름방학 <상> - 일본 : 2008년 3월 10일, 대한민국 : 2009년 4월 15일(ISBN 9788925244457)
2. 3305년의 여름방학 <하> - 일본 : 2008년 5월 10일, 대한민국 : 2009년 5월 23일(ISBN 9788925246765)
  - 단편 "셀론의 꿈(セロンの夢)" 및 "래리와 셀론(ラリーとセロン)" 수록
3. 우레릭스의 우울 - 일본 : 2008년 7월 10일, 대한민국 :2009년 11월 15일(ISBN 9788925253893)
4. 에아코 마을 연속살인사건 - 일본 : 2009년 3월 10일, 대한민국 : 2010년 2월 15일 (ISBN 9788925258041)

## 같이 보기
- 리리아와 트레이즈
- 앨리슨